# جوزيف آرثر
جوزيف آرثر (بالإنجليزية: Joseph Arthur)‏ هو مغن مؤلف وعازف قيثارة ومغني أمريكي، ولد في 28 سبتمبر 1971 في آكرون في الولايات المتحدة.

## وصلات خارجية
- الموقع الرسمي
- جوزيف آرثر على موقع IMDb (الإنجليزية)
- جوزيف آرثر على موقع ميوزك برينز (الإنجليزية)
- جوزيف آرثر على موقع رولينغ ستون (الإنجليزية)
- جوزيف آرثر على موقع أول ميوزيك (الإنجليزية)
- جوزيف آرثر على موقع ديسكوغز (الإنجليزية)
- جوزيف آرثر على موقع قاعدة بيانات الفيلم (الإنجليزية)